# Opactwo Cystersów Kamp

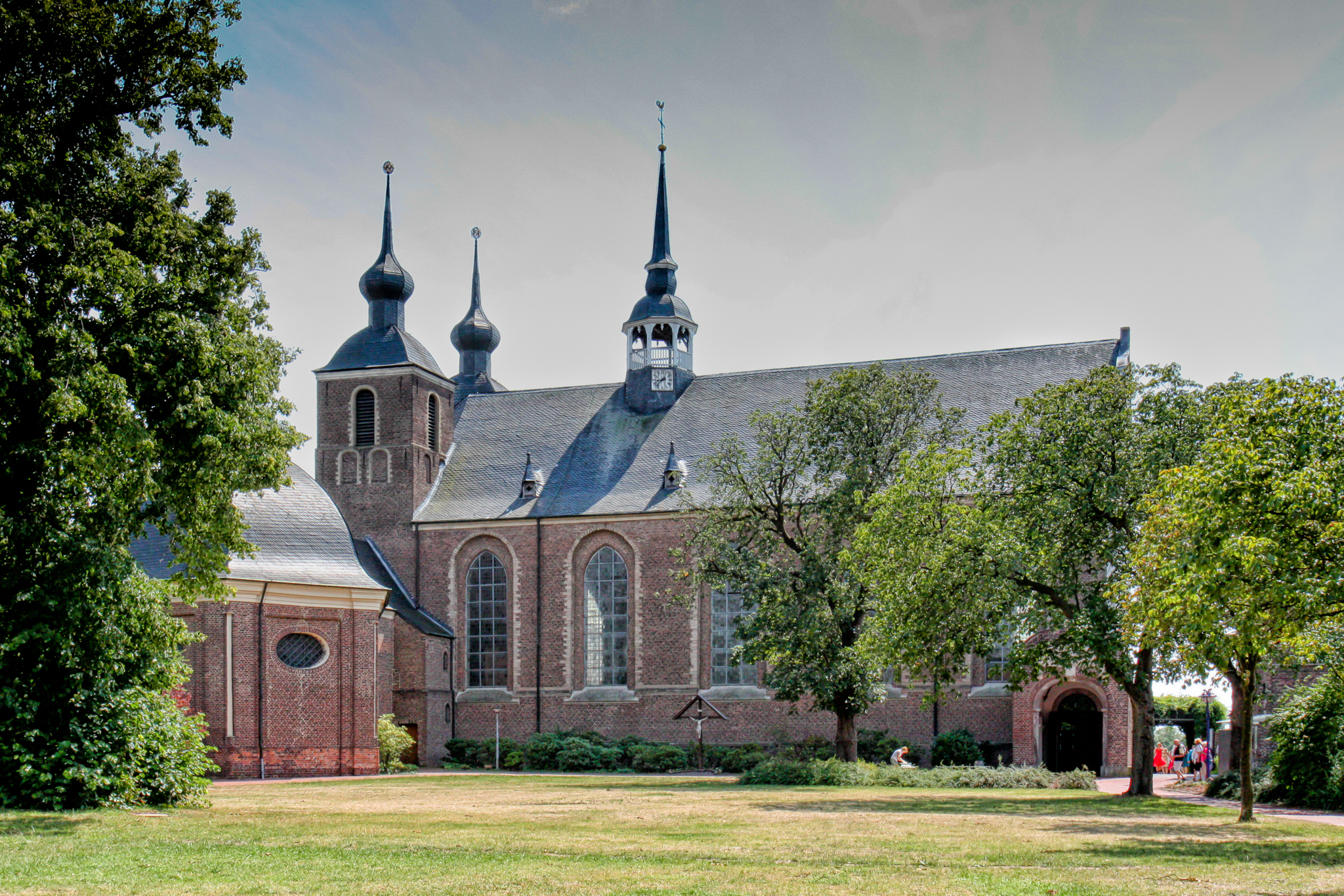
Kościół opactwa Kamp

Opactwo Kamp – pierwszy na ziemiach niemieckich klasztor cystersów, znane również jako opactwo Altenkamp, znajduje się ono na terenie dzisiejszego miasta Kamp-Lintfort w Nadrenii Północnej-Westfalii.

## Historia
Klasztor został ufundowany w 1123 r. przez Fryderyka, arcybiskupa Kolonii jako filia opactwa w Morimond. To pierwsze założenie cysterskie  przyciągnęło wielu fundatorów, co przyczyniło się do jego bogactwa i siły. Jako pierwszy w Niemczech dom cystersów tworzyło liczne filie zarówno w samych Niemczech, jak i w Czechach.
Opactwo zostało znacznie rozbudowane w XIV i XV w., ale poniosło ogromne straty w dobie reformacji, a w latach jednej z wojen religijnych (1583-88) zostało w znacznym stopniu zniszczone i opuszczone przez zakonników. Niewielka ich grupa wróciła pod przywództwem opata Poleniusa (1636-64), ale odbudowę rozpoczęto dopiero w 1683 r., by ukończyć w 1700 r.
6 sierpnia 1802 r., po przyłączeniu Nadrenii do Francji, zakon został rozwiązany, część zabudowań sprzedana, a reszta obrabowana i zdemolowana. Kościół klasztorny zaczął pełnić rolę kościoła parafialnego.
W latach 1954–2002 klasztorem zawiadywali karmelici, po czym powrócili tu cystersi.
Opactwo znane jest w Niemczech ze swych tarasowych ogrodów i oranżerii.